# Mansijci
Mansijci jsou malý obsko-ugrický národ obývající levý břeh řeky Ob. Z dalších uralských národů na východě sousedí s Chantyjci. Území obývané Mansijci se v minulosti značně měnilo. Ve středověku obývali také část území na západ od Uralu. Od roku 1396 se objevuje vnější označení Mansijců jakožto Vogulů (rusky Вогулы). V 16. a 17. století byl hlavním zdrojem obživy lov, obdělávání lesů a u severních Mansijců navíc nahánění sobů. Do 18. století byla značná část národa rusifikovaná nebo tatarizovaná. Nicméně v průběhu 19. století se počet Mansijců postupně zvyšoval, což se opět zlomilo na konci 19. století. Většina Mansijců žije v Chantymansijském autonomním okruhu. Zatímco se počet příslušníků tohoto národa dle posledních sčítání lidu v Ruské federaci zvyšuje, počet mluvčích mansijštiny klesá. A tak podle censu z roku 2010 pouhých 7,6 % Mansijců uvedlo mansijštinu za svůj mateřský jazyk.

## Období před obsazením Rusy

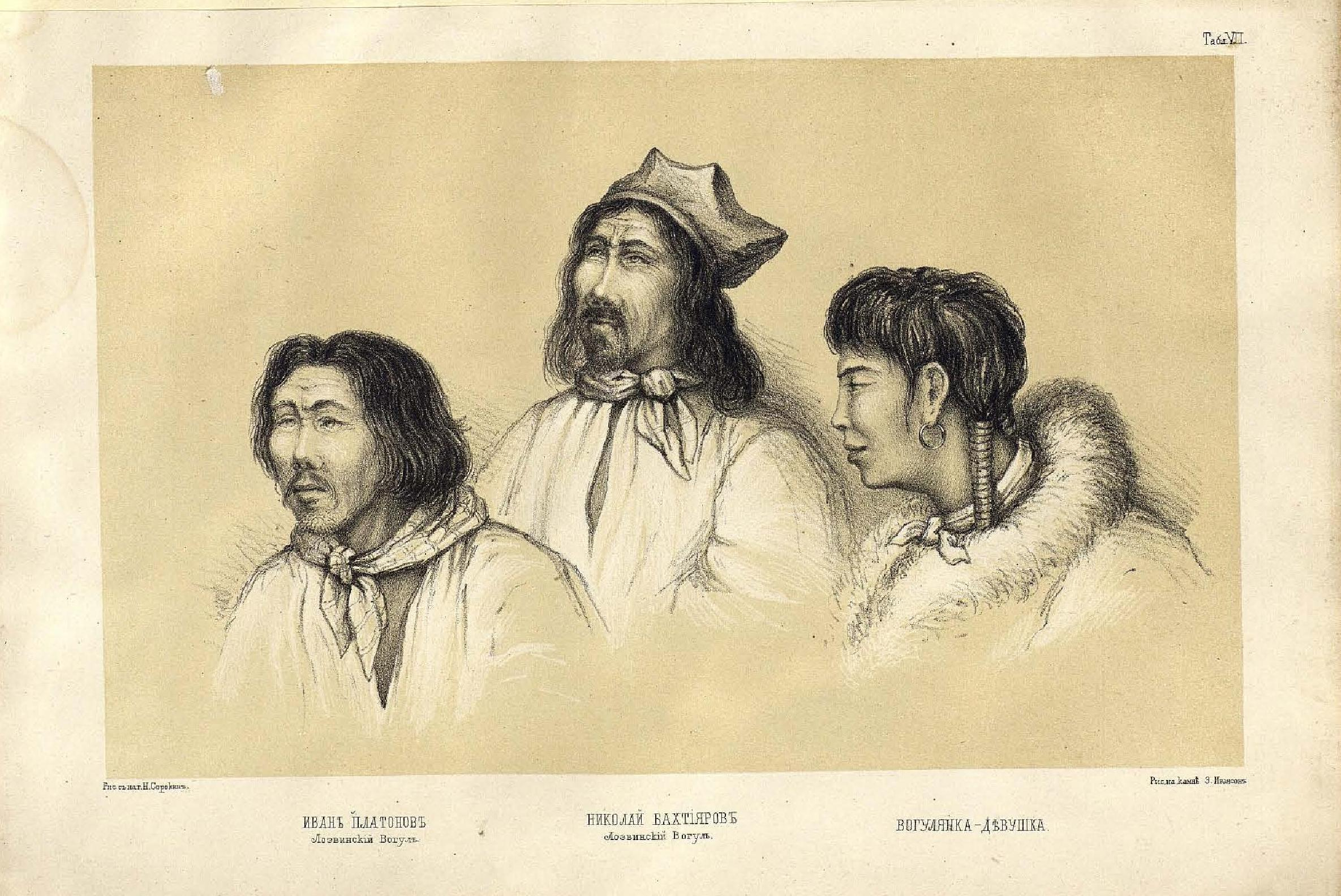
Mansijci

Za původní oblast obývanou Mansijci zřejmě můžeme považovat oblast okolo jižního Uralu. Osvojili si schopnosti jezdectví. Na sever po obou úbočích Uralu se posunuli v důsledku klimatických změn. Když se posléze klima opět ochladilo, přesunuli se do tajgy. V této době se z nich stali lovci a rybáři. Návrat na jih byl nejpravděpodobněji blokován jinou, silnější populací. Na evropském úbočí Uralu byli sousedy permských kmenů Udmurtů a Komijců. Na druhém úbočí ze severu čelili jižním Samojedům. Mluvčí obsko-ugrických jazyků byli pravděpodobně běloši do doby než došlo ke smíšení s mongoloidní populací (pravděpodobně Samojedy), která zde již žila. Proto jsou Chantyjci a Mansijci prezentováni širokou škálou rasových typů. V jedenáctém století turkické kmeny postupně postupovaly ze stepi do lesů a tlačili Mansijce, Chantyjce a Selkupy dále na sever nebo je asimilovali. Na západním Uralu Komijci pomalu vytlačovali Chantyjce od horního toku řeky Pečora. Ve 14. století byl na východě založen Turko-tatarský chanát. Tento si vynucoval placení tributu ve formě kožešin a dalších lesních produktů od Mansijců, jižních Chantyjců, Selkupů a dalších.

## Způsob života

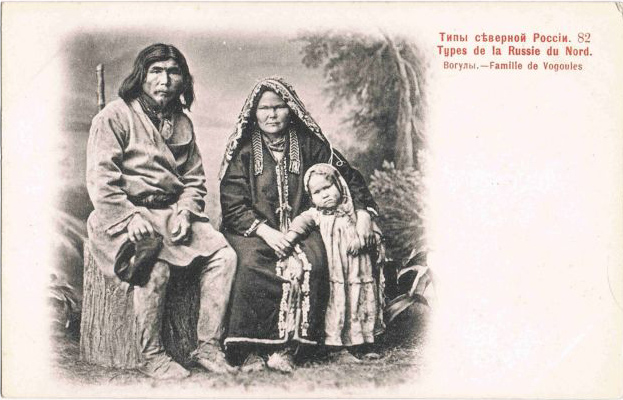
Rodina Mansijců

Jednotlivé klany Mansijců řídili dědiční vůdcové. Celková populace Chantyjců a Mansijců okolo roku 1500 se odhadovala na 16000. Jižní Mansijci se kromě lovu a rybaření zabývali také zemědělstvím, chovem dobytka a včelařstvím. Severní část Mansijců si osvojila chov sobů od Něnců. Oděvy se vyráběly ze sobí kůže, kožešin, a dokonce z ptačích a rybích kůží. Na jihu si Mansijci osvojili od Tatarů tkaní pláten z kopřiv či konopí. Původní náboženství Mansijců bylo animistické. Mimo jiné uctívali duše obývající jezera, stromy a zvířata. Na posvátných místech v lesích se mužští členové klanu shromažďovali na ceremonie, při kterých šaman obětoval koně (v případě jejich nedostatku soba či jiné zvíře). Mrtví nebyli pohřbívání pod zem, ale uloženi k odpočinku do dřevěných rakví nad zemí. Byli vybavení zbraněmi a náčiním, které by mohli užít v posmrtném životě. Zatímco každý klan zakazoval zabíjení svého totemového zvířete, všichni sdíleli úctu k medvědům.